# الخطوط الجوية السعودية الرحلة 162
الخطوط الجوية العربية السعودية الرحلة 162 كانت رحلة مجدولة انطلاقا من مطار الظهران الدولي (القديم) في السعودية، نحو مطار جناح الدولي في باكستان، وعانت الطائرة من فقدان ضغط المقصورة فوق المياه الدولية لدولة قطر، متسببة في مقتل طفلين من أصل 292 ممن كانوا على متنها، وإصابة 3 ركاب بجروح استدعت نقلهم إلى المستشفى.

## الطائرة
الطائرة المتسببة في الحادث هي من نوع لوكهيد إل-1011-200 تراى ستار، تسجيلها HZ-AHJ (c/n 1161). استلمتها الخطوط الجوية العربية السعودية في 25 مارس 1979.

## الحادث
بعد إقلاع الطائرة ووصولها لارتفاع 8,839 كلم، وأثناء مواصلة ارتفاعها، فشلت إحدى عجلاتها وانفجرت متسببة في إحداث فجوة في جسم الطائرة، مما أرغم الطاقم على الهبوط بها اضطراريا في مطار الدوحة الدولي في قطر، و تم الهبوط بها بنجاح، بعد مقتل طفلين بسبب سحب الفجوة لهما التي أحدثها انفجار العجلة، وتفاوت الضغط.